# Kanton Friedland
Der Kanton Friedland  bestand von 1807 bis 1813 im Distrikt Göttingen (Departement der Leine, Königreich Westphalen) und wurde durch das Königliche Decret vom 24. Dezember 1807 gebildet. Der Kanton war von den Umstruktierungen des Distrikts zur endgültigen Festsetzung des Zustands der Gemeinden im Departement der Leine vom 16. Juni 1809 betroffen. Die Gemeinden Herrmannhausen und Ludolfshausen wurden abgespalten, neu hinzu kamen die Gemeinden Unterrieden und Reiffenhausen. Sie wurden mit den übrigen Gemeinden in der unten stehenden Form neu organisiert.
Sitz des Friedensgerichts für den Kanton war der jeweilige Hauptort.

## Gemeinden
- Friedland
- Elkershausen und Deiderode
- Lütgenschneen
- Eichenberg und Berge
- Hebenshausen und Niedergandern
- Gertenbach, Allershausen und Gut Neuenrode (Berge)
- Bischhausen
- Marzhausen und bis 1809 Hermannrode
- Ballenhausen und Stockhausen
- Großschneen, Reckershausen und Ludolfshausen
- Albshausen[3]

ab 1809
- Großschneen (wird Kantonshauptort)
- Friedland
- Elkershausen und Deiderode
- Lütgenschneen
- Ballenhausen und Stockhausen
- Reiffenhausen (neu)
- Marzhausen
- Gertenbach und Gut Alberhausen (Allershausen)
- Unterrieden (neu), Bischhausen (Bischofshausen?) und Gut Freudenthal
- Eichenberg und Gut Arnstein
- Hebenshausen, Berge und Neuerode
- Niedergandern und Reckershausen
- Albshausen